# Willi Moeck
Willi Moeck (Lebensdaten unbekannt) war ein deutscher Fußballspieler.

## Karriere
Moeck gehörte dem BTuFC Viktoria 89 an, für den er von 1907 bis 1909 in den vom Verband Berliner Ballspielvereine durchgeführten Meisterschaften als Stürmer zum Einsatz kam. Während seiner Vereinszugehörigkeit gewann er zweimal die Berliner Meisterschaft und nahm infolgedessen auch zweimal mit seiner Mannschaft an der Endrunde um die Deutsche Meisterschaft teil. Sein Debüt gab er am 3. Mai 1908 beim 7:0-Viertelfinalsieg beim VfB Königsberg. 14 Tage später wirkte er auch in Magdeburg mit, als seine Mannschaft im Halbfinale den SC Wacker Leipzig mit 4:0 bezwang. Beim 3:1-Sieg im Finale gegen den FC Stuttgarter Cickers in Berlin wurde er ebenfalls eingesetzt. In der Endrunde um die Deutsche Meisterschaft 1908/09 kam er am 2. Mai 1909 beim 12:1-Viertelfinalsieg beim VfB Königsberg, am 16. Mai 1909 in Berlin beim 7:0-Halbfinalsieg über den Altonaer FC 93 und am 30. Mai 1909 in Breslau bei der 2:4-Finalniederlage gegen den FC Phönix Karlsruhe zum Einsatz.

## Erfolge
- Deutscher Meister 1908
- Zweiter der Deutschen Meisterschaft 1909
- Berliner Meister 1908, 1909